# Mauro Bettin
Mauro Bettin 
(Miane, 21 december 1968) is een Italiaans wielrenner.
Bettin was professional van 1994 tot 1997. Hij behaalde drie profzeges en in 1994 eindigde hij tweede in de Amstel Gold Race. Hij behaalde in 2007 ook de overwinning in de Crocodile Trophy, een meerdaagse wedstrijd voor mountainbikers in Australië. 

## Belangrijkste overwinningen
1993
- 7e etappe Tour du Hainaut (amateurs)
- Eindklassement Tour du Hainaut (amateurs)
- Giro d'Oro

1994
- GP Jef Scherens
- 3e etappe Niederoesterreich Rundfahrt
- Eindklassement Niederoesterreich Rundfahrt

1995
- Giro dei Sei Comuni

1996
- 9e etappe Ronde van Zwitserland

## Resultaten in voornaamste wedstrijden
| Jaar | Ronde van Italië | Ronde van Frankrijk | Ronde van Spanje |
| ---- | ---------------- | ------------------- | ---------------- |
| 1994 |                  |                     |                  |
| 1995 | 84e              | 99e                 |                  |
| 1996 | 64e              | buiten tijd         |                  |
| 1997 | 88e              |                     | 59e              |

| Jaar | Milaan-San Remo | Gent-Wevelgem | Ronde van Vlaanderen | Parijs-Roubaix | Amstel Gold Race | Luik-Bast.‑Luik | Parijs-Brussel | Parijs-Tours | E3 Harelbeke |  | Wereldranglijsten |
| ---- | --------------- | ------------- | -------------------- | -------------- | ---------------- | --------------- | -------------- | ------------ | ------------ |  | ----------------- |
| 1994 |                 |               |                      |                |                  |                 | 15e            | 48e          |              |  |                   |
| 1995 | 35e             |               |                      |                | 46e              | 37e             |                | 29e          | 7e           |  |                   |
| 1996 | 87e             | 72e           | 47e                  | 13e            | ↑                |                 |                | 100e         | 20e          |  | 19e (UWB)         |
| 1997 | 45e             |               |                      |                |                  |                 |                | 83e          |              |  |                   |

Wielerploegen van Mauro Bettin
Baldato · Bettin · Bomans · Cassani · Elli · Järmann · Loda · Museeuw · Peeters · D. Rebellin · S. Rebellin · Richard · Saligari · Sciandri · Scinto · Sørensen · Vanzella · Vona · Willems
Bettin ·
Bolay ·
Citterio ·
Colombo ·
Daddi ·
Dal Sie ·
Foucachon ·
Gorini ·
Jarno ·
Jaskuła ·
Konysjev ·
Masdupuy ·
Pavanello ·
Quinton ·
Rezze ·
Simoni ·
Tsjerkasov ·
Teterioek · 
Tomi ·
Zanatta ·
Zanette
Abdoezjaparov ·
Bettin ·
Colagè ·
Della Bianca ·
Imboden ·
Kappes ·
Massi ·
Oeslamin · 
Piepoli ·
Pierobon ·
Planckaert ·
Puttini ·
Roscioli ·
Saitov ·
Salvato ·
Steinhauser ·
Fortunato (stagiair) ·
Mazzanti (stagiair) 
Aggiano ·
Balducci ·
Bettin ·
Colagè ·
Della Bianca ·
Fortunato ·
Lietti ·
Luna ·
Mazzanti ·
Oeslamin · 
Piepoli ·
F. Puttini ·
N. Puttini ·
Romio ·
Salvato ·
Steinhauser ·
Werner ·
Rubini (stagiair) ·
Sacchetti (stagiair) ·
Venturini (stagiair)